# Brachylampis blaisdelli
Brachylampis blaisdelli är en skalbaggsart som beskrevs av Van Dyke 1939. Brachylampis blaisdelli ingår i släktet Brachylampis och familjen lysmaskar. Inga underarter finns listade i Catalogue of Life.